# Снечкус, Антанас Юозович
Анта́нас Юозович Сне́чкус (лит. Antanas Sniečkus; псевдоним — Матас; 25 декабря 1902 (7 января 1903), д. Бубляляй Ковенской губернии, ныне Шакяйского района Литвы — 22 января 1974, Друскининкай, Литовская ССР) — советский партийный деятель, первый секретарь Коммунистической партии Литвы в 1940—1974, Герой Социалистического Труда (1973).

## Биография
Родился в состоятельной крестьянской семье. Переехал в Вильну, где поступил в гимназию. В 1915 году в связи с приближением фронта гимназия была переведена в Воронеж. В 1918 году вернулся в Литву.
С 1919 года работал на телеграфе техником.
В 1920 году вступил в РКП(б), в 1920—1921 годах возглавлял Алитусский подпольный комитет КП Литвы (КПЛ).
В 1921 году за антигосударственную деятельность был арестован, но из-за недостатка доказательств спустя несколько месяцев отпущен на свободу.
По рекомендации ЦК КПЛ летом 1921 года был нелегально отправлен в РСФСР.
В 1921—1925 годах работал в издательстве ЦК КПЛ в Смоленске, в 1925—1926 и 1933—1936 годах — в представительстве КПЛ при Исполкоме Коминтерна (ИККИ).
После государственного переворота в Литве в декабре 1926 года был направлен на подпольную работу в Литву для укрепления пострадавшего от репрессий ядра Литовской компартии, избран секретарем КПЛ. После нелегального перехода границы, 6 января 1927 года был кооптирован в члены ЦК КПЛ. Отвечал за агитационно-пропагандистскую и организационную работу.
В 1930 году был арестован и приговорён к 15 годам заключения.
В 1933 году после обмена политзаключенными между Литвой и СССР прибыл в Москву.
В 1935 году окончил Международную ленинскую школу.
В 1936—1939 годах — первый секретарь ЦК Коммунистической партии Литвы на нелегальном положении в Каунасе.

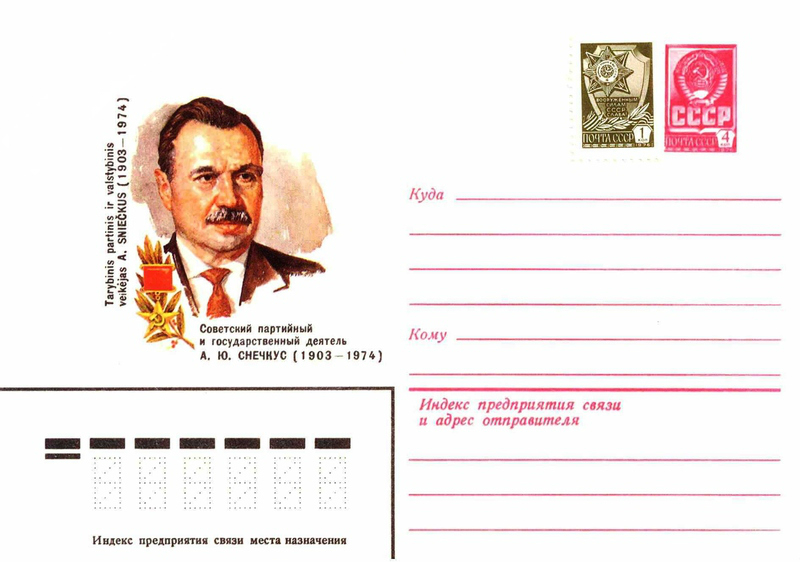
Художественный маркированный конверт 1982 года, посвящённый А. Снечкусу

В 1939 году был арестован за антиправительственную деятельность, приговорён к 8 годам тюремного заключения.
После ввода Красной Армии в Литву в июне 1940 года был освобождён и 19 июня 1940 года — назначен директором Департамента государственной безопасности.
15 августа 1940 года был избран первым секретарём ЦК Коммунистической партии Литвы (до своей смерти в 1974 году). Под его руководством в течение 1940—1941 годах были проведены массовые аресты мирных граждан.
Выступил инициатором первых массовых высылок из Литвы 14-19 июня 1941 года. Он выслал даже собственного брата с семьёй в Сибирь, где тот и умер.
Во время Великой Отечественной войны 1941—1945 годов возглавлял республиканский штаб партизанского движения.
В 1944 году его мать, два брата и три сестры Снечкуса вместе с отступающими германскими войсками уехали из Литвы на Запад.
Вновь организовал массовые депортации жителей Литвы после войны. В 1948 году начал коллективизацию сельского хозяйства. Большинство крестьян было коллективизировано к 1952 году.
Кандидат в члены ЦК КПСС с 1941 года, член ЦК КПСС с 1952 года. Депутат Совета Союза Верховного Совета СССР 1-8 созывов (с 1941 года).
Стал одним из рекордсменов среди руководителей республиканских партийных органов по длительности нахождения в должности, несмотря на то, что ещё в середине 1940-х годов НКВД докладывало Сталину, что он фактически самоустранился от работы и только читает у себя в кабинете, а в 1960-е ему не раз пеняли на то, что он не борется с разрастанием национализма в республике.
Скончался 22 января 1974 года. Похоронен на Антакальнисском кладбище.
Жена (2-й брак) — Мира Иосифовна  Бордонайте-Снечкувене (1910–1992), родом состоятельной вилиямпольской еврейской семьи. Она рано покинула родительский дом и стала революционеркой. В 1926 году была принята в подпольную комсомольскую организацию, перешла на конспиративную работу, где и познакомилась со Снечкусом. Автор воспоминаний на литовском языке «Товарищ Матас» (1983), которые сама перевела на русский язык (1986).
Сын Владас, кандидат технических наук; дочь Марите. Внук Владас живет в Лондоне.

## Награды

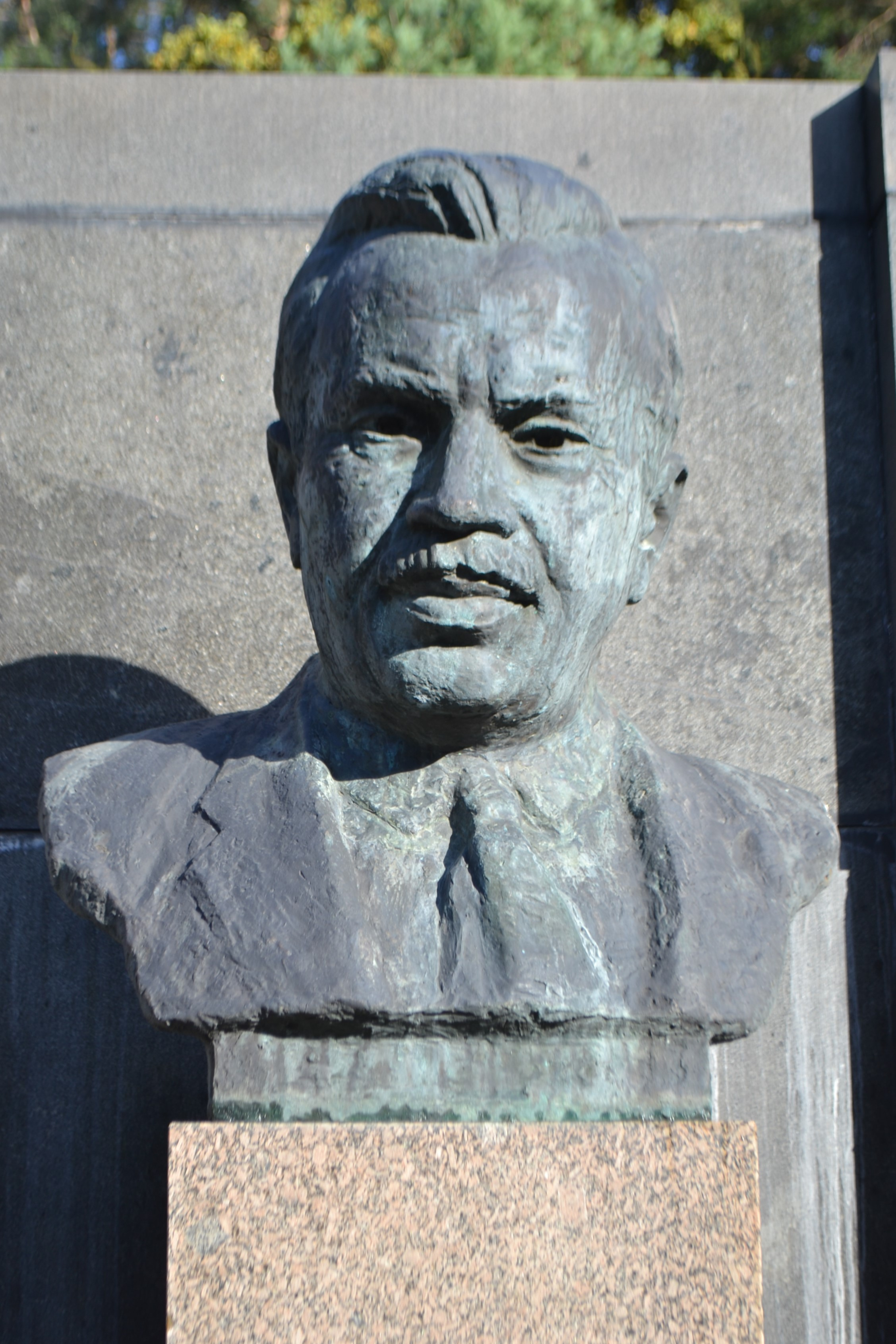
Бюст Снечкуса на его могиле

- 8 орденов Ленина (8.04.1947; 20.07.1950; 6.01.1953; 5.04.1958; 5.01.1963; 1.10.1965; 27.08.1971; 5.01.1973)
- 2 ордена Красного Знамени (2.07.1945; 19.07.1949)
- орден Отечественной войны 1-й степени (21.03.1945)
- медаль «За трудовую доблесть» (25.12.1959)
- медаль «Партизану Отечественной войны» 1-й степени (17.04.1945)
- медаль «За победу над Германией в Великой Отечественной войне 1941—1945 гг»[7]
- другие медали

## Память
До 1992 года литовский город Висагинас назывался Снечкус. 
Его имя носил Каунасский политехнический институт.
В парке Грутас в наше время выставлены бюст Снечкуса (скульптор Н. Пятрулис) и мемориальная плита, в советское время находившиеся в Вильнюсе.